# The Trial of Henry Kissinger
The Trial of Henry Kissinger (2001), publicado no Brasil como O julgamento de Kissinger pela Editora Boitempo, é uma investigação de Christopher Hitchens sobre os crimes de guerra]] de Henry Kissinger, ex-Conselheiro Nacional de Defesa dos EUA (National Security Advisor) e posteriormente Secretário de Estado dos presidentes Richard Nixon e Gerald Ford. No papel da promotoria, Hitchens apresenta evidência da cumplicidade de Kissinger em uma série de crimes de guerra na Indochina, Bangladesh, Chile, Chipre e Timor-Leste.
Trechos do livro foram publicados em série na Harper's Magazine em Fevereiro e Março de 2001.
O livro inspirou o documentário de 2002, The Trials of Henry Kissinger, escrito por Hitchens em conjunto com o diretor/escritor norte-americano Alex Gibney.
Nas palavras de Hitchens, Kissinger merece ser processado por "crimes de guerra, crimes contra a humanidade, e transgressões contra o direito comum, consuetudinário e internacional, incluindo conspiração para assassinato, sequestro e tortura".